# Jalsoviczky Géza
Jalsoviczky Géza (Nagykőrös, 1852. május 22. – Budapest, 1938. február 26.) magyar gépészmérnök.

## Élete
Apja Jalsoviczky Lajos (1809–1891) jogász, a győri ítélőtábla tanácselnöke. Anyja Czeller Rozália. Három fiútestvére volt: Lajos, Gábor és János. Felesége nádasdi Sárközy Irén (1866–1939). Két fiú, Géza és Béla, valamint két lány, Irén és Margit nevű gyermekük született.
Élete első tíz évét a szülői házban töltötte, majd Szarvason és Nagykőrösön járt középiskolába, itt Nagykőrösön érettségizett. Gépészmérnöki oklevelét 1879-ben a zürichi műegyetemen szerezte. 1872–1873-ban a Láng Gépgyár, majd 1873–1874 között Röck István Gépgyára munkatársa. 1875–1876-ban Svájcban, a winterthuri Sultzer-testvérek gépgyárának magánmérnöke. Hazatérése után a Ganz és Társa Vasöntő és Gépgyár Rt. és 1879–1880 között a Magyar Királyi Államvasutak Gépgyára mérnöke. 1880. december 7. és 1911. október 8. között a budapesti Állami Közép-Ipartanoda, a későbbi Magyar Királyi Állami Felső Ipariskola gépészeti szakosztályának rendes tanára. 1911-ben mint az iskola igazgatója ment nyugdíjba. 
Nyugalomba vonulása után egyik megalapítója és műszaki vezetője volt a Magyar Általános Gépgyár Rt. (MÁG)-nak, mely eleinte malomgépeket, majd motorokat és automobilokat készített, az első világháborúban pedig repülőgépek gyártásával is foglalkozott. 
1938. február 26-án, 86 évesen Budapesten érte a halál.

## Munkássága
Gőzgépek, gőzkazánok, belsőégésű motorok, különböző ipari gépek szerkezetvizsgálatával foglalkozott. 1896-ban az iparoktatás felelőseként közreműködött a millenniumi kiállítás megrendezésében, majd kinevezték az 1900. évi Párizsi Világkiállítás bíráló bizottságának tagjává. A kezdeményezésére létesített MÁG Rt. alapította meg Magyarország első automobilgyárát (Phönix automobilok). Számos malomipari és papíripari gépet és motort tervezett, az első magyar nyelvű papíripari szakkönyv szerzője. A magyar gépészeti oktatás kiemelkedő személyiségeként jelentős szerepet játszott a hazai közép- és felső-ipariskolai gépészképzés megteremtésében, annak magyar nyelvű szakkönyveinek összeállításában. Részt vett a Technológiai Iparmúzeum munkájában, több nemzetközi ipari kiállítást és gépbemutatót szervezett.

## Főbb művei
- A szilárdságtan alkalmazása egyszerűbb géprészek számításához. (Budapest, 1895)
- A gőzgépek szerkezete és kezelése. (Budapest, 1890; 2. bővített kiadás Budapest, 1896)
- Gépelemek. I. kötet. Kötőelemek, ömlős testek vezetésére való elemek, forgó géprészek alátámasztására való elemek. (Budapest, 1896)
- Emelőgépek és szivattyúk. Az állami ipariskolai tanulók számára. (Budapest, 1900)
- A gőzkazánok szerkezete és kezelése. I–II. köt. (Budapest, 1903)
- A tűzgépek – gáz, benzin s más melegfejtő anyaggal dolgozó motorok – szerkezete és kezelése. Felsőipariskolai tanulók, tanfolyamhallgatók, motortulajdonosok és kezelők számára. (Budapest, 1908)
- A lokomobil és félstabil gőzgépek szerkezete és kezelése. Felsőipari és szakiskolai tanulók valamint gőzgépkezelők számára. (Budapest, 1909)
- Alapismeretek a gépek szerkezetének és működésének tökéletesebb megértéséhez. Gépkezelők, géptulajdonosok… és mezőgazdák számára. (Budapest, 1909)
- Leíró-géptan. (Ipariskolai Könyvtár. Budapest, 1909)
- A papirosgyártás és a hozzávaló gépek. (Budapest, 1909)
- A stabil-gőzgépek szerkezete és kezelése. Stabil-gőzgépkezelői tanfolyamok, felsőipariskolai növendékek, valamint gőzgépkezelők és gőzgéptulajdonosok számára. A gőzgépek szerkezete és kezelése c. műve új kiadása. (3. bővített kiadás, Budapest, 1910; 4. átdolgozott kiadás 601 szövegábrával. 1921)
- A tűzgépek, vagyis a folyékony és gáznemű melegtartó anyagokkal hajtott összes belsőégésű motorok szerkezete és kezelése. (2. kiadás. Budapest, 1918; I–II. kötet 3. kiadás 1929)
- A gőzgépkezelők könyve. Különös tekintettel a lokomobilok és a kondenzáció nélküli kipufogó fél stabil és stabil gőzgépek szerkezete és kezelése. (Budapest, 1920)
- Az energiagazdálkodás jelentősége a mezőgazdálkodás és a vele rokon ipar terén, különös tekintettel a szántás elektromosítására. (Budapest, 1930)
- Compound rendszerű hajó-gőzgép. – A Molnár-féle hajókerék. (1889)
- Compound gőzgép Guhrauer-féle szabadalmazott tolattyús vezérművei. (1893)
- A gőzkazánok vizsgálata. (1894)
- Frikart-vezérművű, compound gőzgép Röck István budapesti gépgyárából. – Szétkapcsolható compound gőzgép. (1895)
- Compound gőzgép Dörfel és Proell-féle szabadalmazott szellentyűs vezérművei. (1896).